# Jan Ottosson
Jan Bo Otto Ottosson (Högsäter, 10 de marzo de 1960) es un deportista sueco que compitió en esquí de fondo. 
Participó en cuatro Juegos Olímpicos de Invierno, entre los años 1984 y 1994, obteniendo dos medallas de oro en la prueba de relevo, en Sarajevo 1984 (junto con Thomas Wassberg, Benny Kohlberg y Gunde Svan) y en Calgary 1988, en la prueba de relevo (con Thomas Wassberg, Gunde Svan y Torgny Mogren).

## Palmarés internacional
| Juegos Olímpicos | Juegos Olímpicos      | Juegos Olímpicos | Juegos Olímpicos |
| Año              | Lugar                 | Medalla          | Prueba           |
| ---------------- | --------------------- | ---------------- | ---------------- |
| 1984             | Sarajevo (Yugoslavia) | Medalla de oro   | Relevo 4 × 10 km |
| 1988             | Calgary (Canadá)      | Medalla de oro   | Relevo 4 × 10 km |